# Zuidhorn
Zuidhorn – miasto i gmina w prowincji Groningen w Holandii. Liczy 18 767 mieszkańców (2014).
W gminie znajdują się dwie stacje kolejowe: Zuidhorn i Grijpskerk. Co najmniej raz na godzinę zatrzymują się tam pociągi relacji Groningen-Leeuwarden.
W centrum Zuidhorn znajduje się duży, częściowo zalesiony park zwany Johan Smit Park. Oferuje on szeroką gamę atrakcji dla mieszkańców i turystów. W pobliżu parku znajduje się plac zabaw i boisko piłki nożnej. Przez większość roku po parku spaceruje Szkocka rasa wyżynna. W miasteczku znajduje się także hala sportowa o nazwie Quick Silver S.
W regionie Zuidhorn często występują terpy. W 1995 roku zostały wpisane na listę oczekujących Listy światowego dziedzictwa UNESCO.